# Zuiderpark (Rotterdam)
Het Zuiderpark is een stadspark in de Rotterdamse deelgemeente Charlois. Met 215 hectare is het het grootste stadspark van Nederland. Het park is gelegen tussen de vooroorlogse wijk Carnisse en de naoorlogse wijken Zuidwijk en Pendrecht. Het park werd vanaf 1952 aangelegd als gebruikspark en niet als sierpark. Het park telt meerdere volkstuincomplexen en biedt plaats aan diverse Rotterdamse voetbalverenigingen. Ook zijn er in de loop der jaren meerdere popfestivals gehouden.
In 2006 is het park sterk gerenoveerd. Een aantal volkstuinen en veel bomen verdwenen daarbij. Er zijn nieuwe waterpartijen aangelegd ten behoeve van extra waterbergingscapaciteit.
Aan de noordzijde van het Zuiderpark bevindt zich Ahoy Rotterdam, waar beurzen, popconcerten en sport-evenementen worden gehouden. Sinds 2010 vindt het muziekfestival Baroeg Open Air er plaats. 